# ردانژ (کانتون)
ردانژ (به لاتین: Redange) یک کانتون در لوکزامبورگ است که در Diekirch District واقع شده‌است. ردانژ ۲۶۷٫۴۹ کیلومتر مربع مساحت و ۱۴٬۴۹۹ نفر جمعیت دارد.